# Touit dilectissimus
Touit dilectissimus е вид птица от семейство Папагалови (Psittacidae).

## Разпространение
Видът е разпространен във Венецуела, Еквадор, Колумбия и Панама.